# Abbywinters.com
Abbywinters o abbywinters.com (o simplement Abby Winters) és un lloc web australià de pornografia de pagament que treballa en produccions al voltant d'actrius i models nues i en actes sexuals lèsbics, tant en grup com en solitari i també algunes produccions heterosexuals molt puntuals. S'anuncia com un lloc web portat per un grup exclusiu de dones i se n'enorgulleix d’estar a l’avantguarda del mercat porno realista i natural. El lloc web es va llançar l'any 2000 i des de llavors s'ha dividit en tres "mini-llocs" coneguts com a "Solo", "Girl-Girl " i "Moments íntims" (masturbació).
Abby Winters es va originar com un lloc web australià amb participants i empleades australianes. Tot i que ara té la seva seu a Amsterdam i barreja el seu extens material australià amb material nou tret des del seu trasllat. A més d’imatges i vídeos de models eròtics i actes sexuals, el lloc també inclou una sèrie de situacions tipus ‘món real’, amb guió i sense guió, especialment en vídeo, com ara ioga nu, aeròbic, jugar a videojocs, natació, rentatge de cotxes, i d'altres.
El lloc web destaca per la seva barreja de models professionals "principals" – de les quals només en té unes quantes – juntament amb una gran quantitat de models realment aficionades, la majoria de les quals mai havien treballat en modelatge eròtic ni en vídeo abans d'arribar a la companyia. Tot el material es captura amb càmeres de gran qualitat, generalment amb vídeo i fotografia d'alta definició (especialment des del 2009), juntament amb angles de captura "signatura" una mica atípics i no té models amb pits millorats quirúrgicament. Les models porten molt poc maquillatge i moltes mantenen pèl púbic al complet a les parts genitals. A més, el lloc web afirma que les seves fotos no es retoquen de cap manera (a part de l'equilibri bàsic del color).
El gener de 2008, abbywinters.com tenia uns 30.000 subscriptors. Malgrat la seva història com a lloc web australià i la seva associació duradora i estreta amb aquest país, el 65% dels subscriptors d'Abby Winters es troben als Estats Units.
El 2010, en resposta a un clima polític canviant al govern australià sobre la qüestió de l'acceptabilitat de la pornografia al país, les oficines de la companyia es van traslladar als Països Baixos. Abans d'aquesta reubicació, els servidors web del lloc ja feia força temps que estaven establerts als Països Baixos i als Estats Units.

## Descripció del contingut

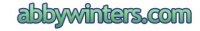
Logotip original

El lloc web inclou models femenines entre els 18 i els 25 anys. A excepció de les que treballen des de fa temps per l’organització, de les quals només n’hi ha un nombre reduït, gairebé totes les models d’Abby Winters són completament noves en la pornografia. En les sessions fotogràfiques, les dones són fotografiades a casa i dormitori o a l’aire lliure, i normalment comencen a portar la seva pròpia roba i roba interior, que es van traient gradualment. Als vídeos, també pot haver-hi entrevistes sinceres, però els vídeos del lloc que impliquen grups solen tenir un tema, o almenys una història de fons implícita, com ara una classe de ioga que comença completament vestida i que es desvesteix de peces a mesura que avança la sessió de ioga. Segons Adultreviews.com Review of Abby Winters, el març de 2018 hi havia 1.485 models al lloc, amb més de 500.000 imatges i 5.459 vídeos. I es carregava contingut nou dues vegades al dia.
L'escriptora de Wired, Regina Lynn, va afirmar que el lloc web retratava el sexe de manera més realista que la majoria de la pornografia. Els clients podien suggerir escenaris al fòrum del lloc web que de vegades es filmaven. Després d’establir un escenari aproximat per a cada rodatge, l'equip de producció permet als intèrprets decidir la velocitat de l'escena i quins actes sexuals realitzaran. S'afirma que totes les escenes són filmades per dones, algunes de les quals han modelat anteriorment el lloc web. A les models se les paga aproximadament 500 dòlars estatunidencs per una escena de masturbació en solitari i 800 dòlars estatunidencs per una escena de sexe amb una altra model.
El 2003/04, Abbywinters.com es va desviar de presentar només sexe entre noies i va començar a filmar sis escenes de nois i noies. Es va afirmar que totes eren parelles reals i, igual que amb les noies, els nois eren aficionats. El lloc web mostrà una escena de nois/noies el maig de 2011 i després del desembre de 2011 hi havia una publicació mensual de nois/noies.

## L'existència d'Abby Winters (persona)
En la seva publicitat inicial, la companyia afirmava que "Abby Winters" era una persona real. En entrevistes amb el fundador i conseller delegat, Garion Hall, i moltes persones que treballaven amb i modelaven per a l'empresa, es va parlar d'Abby Winters com si fos una dona real, supervisant personalment, fotografiant i filmant la gran majoria de material d'Abbywinters.com. Molts comentaristes van dubtar des de l'inici de l'estatus d'Abby Winters com a persona real i, aproximadament, el 2007, el personal de Garion Hall (i, finalment, el mateix Garion Hall) van admetre que Abby Winters és un àlies de Garion Hall i que la seva "història" com a pornògrafa femenina amb poder sexual i poderosa és completament fictícia. La revelació també tendia a demostrar la sospita entre els comentaristes de la web que els models i empleats d'Abby Winters havien rebut entrenament i formació sobre com insistir convincentment als entrevistadors i en esdeveniments com conferències de la indústria de la pornografia que Abby Winters era una persona real.
Al lloc web, la "història de fons" fictícia d'Abby Winters continua essent important. No s'esmenta que Garion Hall fos el fundador d’Abbywinters.com i també el fundador i CEO d’empreses relacionades amb l'empresa, com GMBill, que és el servei de pagament del lloc. L'empresa s'ha traslladat fora d'Austràlia i ara és propietat i operada per la companyia holandesa Abbywinters.com BV, i els seus servidors es troben principalment als Països Baixos. Encara transmet la impressió que es tracta d'una empresa australiana amb seu a Melbourne i s'afirma que: "En el que sigui possible, se seleccionen proveïdors locals més que grans companyies a l'hora de mantenir viva la comunitat de Fitzroy".

## Estat de l'empresa
L'1 de juny de 2010, Hall va anunciar que G Media venia el negoci a la seva nova empresa holandesa i que traslladaria les seves operacions a Amsterdam, Països Baixos, a causa de problemes legals a Austràlia. La companyia se situava llavors a Melbourne suburbi de Fitzroy abans del seu moviment. I ara opera des d'una oficina al centre d’Amsterdam.
A finals del 2007, la companyia també havia obert breument una segona oficina a Sydney. A finals de 2007, el lloc es va associar amb Wicked Pictures com a distribuïdor exclusiu de DVD Abbywinters.com.
La companyia afirma haver donat regularment 1.000 dòlars setmanals a diverses organitzacions, incloses Samba, ASACP i altres projectes de codi obert, així com a organitzacions d'ajuda a la salut. Abby Winters va ser un "Col·laborador sostenible" a la versió de Thanks Free Foundation de la Free Software Foundation 2007, i a la llista de donacions d'OpenBSD. També va fer una donació de 78.000 dòlars nord-americans a la lluita pels incendis forestals del Black Saturday.

## Crítica de l'antiga model Liandra Dahl
El 2007, l'exmodel d'Abby Winters, Liandra Dahl, va escriure al seu blog sobre problemes de privadesa relacionats amb els llocs de G Media, que va ser recollit per Herald Sun.
Dahl estava preocupada perquè Abby Winters no informés les models joves i inexpertes que el contingut podria estar disponible fora dels límits del lloc de pagament, a les xarxes d’intercanvi d’arxius i de com la seva participació en la pornografia els podria afectar les seves opcions futures. No obstant això, després de la incursió contra G Media, Dahl va tornar a obrir el seu blog per deixar clar que Herald Sun s'havia "equivocat" i que no donava suport a les noves lleis contra la pornografia a Austràlia.

## Incursió policial a G Media
El 16 de juny de 2009, la policia de Victoria va entrar a les oficines de G Media a Melbourne com a part d'una "Operation Refuge" més àmplia. Un article de Herald Sun donava dues raons per a la incursió: que G-Media podria haver filmat un model menor d’edat i que les produccions de DVD de G Media podrien contravenir les lleis de classificació de pel·lícules de Victoria. L'informe indicava que el CEO Garion Hall va ser arrestat, però alliberat més tard el mateix dia i afirmava que la incursió es va fer en resposta a la informació proporcionada pel diari. Més tard, G Media va publicar una declaració en què afirmava que no s'havia confiscat res en la incursió i que la policia havia sigut educada i amable durant tot el temps. El desembre de 2009, el CEO Garion Hall va ser acusat per la policia de Victoria de 54 càrrecs per haver produït pel·lícules desagradables per obtenir guanys i tenir una quantitat comercial de pel·lícules desagradables. Segons un missatge publicat per Hall al lloc, els càrrecs contra ell finalment es van retirar i es van presentar dos càrrecs contra la mateixa companyia. Un jutge va multar a la companyia 6.000 dòlars el 28 de maig de 2010. Aquesta combinació de problemes legals, trobades amb les forces de l’ordre, sancions financeres i un clima menys receptiu per a les activitats de la companyia, va fer que Hall traslladés l'empresa completament fora d’Austràlia i la portés a Amsterdam.

## Censura

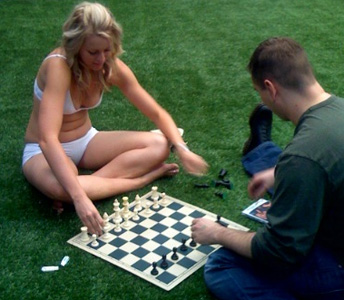
Noia d'Abby Winters juga als escacs amb un assistent a l'AVN 2008

Abbywinters.com va ser inclosa en una llista publicada a WikiLeaks, el 19 de març de 2009, que se suposava que era la llista negra de llocs web de l'Autoritat australiana de comunicacions i comunicacions que s'havia de prohibir a Austràlia segons un tallafoc australià proposat pel govern.

## Premis
- 2006 Australian Adult Industry Awards – 'Best Adult Website'[30]
- 2007 Australian Adult Industry Awards – 'Best Adult Website'[30]
- 2008 AVN Award – 'Best Amateur Series' for Intimate Moments[31]
- 2011 AVN Award – 'Best Membership Site'[32]
- 2012 XBIZ Award – 'Adult Site of the Year (Solo/All-Girl)'[33]
- 2013 XBIZ Award – 'All-Girl Release of the Year' for Girls With Girls[34]